# アントラコテリウム科
アントラコテリウム科（Anthracotheriidae）またはアントラコテリウム類（anthracotheres）、炭獣は、カバに似た偶蹄目の絶滅科で、カバやクジラ類に近縁な側系統群である。最古の属であるエロメリクスは、アジアの始新世中期に最初に出現した。アフリカとユーラシアで繁栄し、漸新世の間にいくつかの種が最終的に北アメリカに侵入した。彼らはおそらく気候変動と、ブタ類や真のカバ類を含む他の偶蹄類との競争が原因で、中新世の間にヨーロッパとアフリカで絶滅した。最後に残った属であるMerycopotamusは、鮮新世後期にアジアで絶滅した。科名は、最初に発見された属であるAnthracotheriumにちなんで名付けられた。これは、フランスの古第三紀の石炭層で最初の化石が見つかったため、「石炭のけもの」を意味する。アントラコテリウム類の化石遺物は、ハーバード大学とパキスタン地質調査共同研究プロジェクト（Y-GSP）によって、パキスタン北部のポトワール高原の中新世中期および後期の古くからの堆積物で発見された。
平均的なアントラコテリウム類は、比較的小さくて細い頭を持ち、一般的にはブタのように見える細いカバに似ていたとみられる。それぞれの足に4つか5つの指を持っていて、幅の広い足は柔らかい泥の上を歩くのに適していた。上臼歯に5つの半月歯を持つ、計約44本の歯群を備えていた。これは、いくつかの種では、水生植物の根を掘り起こすのに適していた。

## 進化的関係

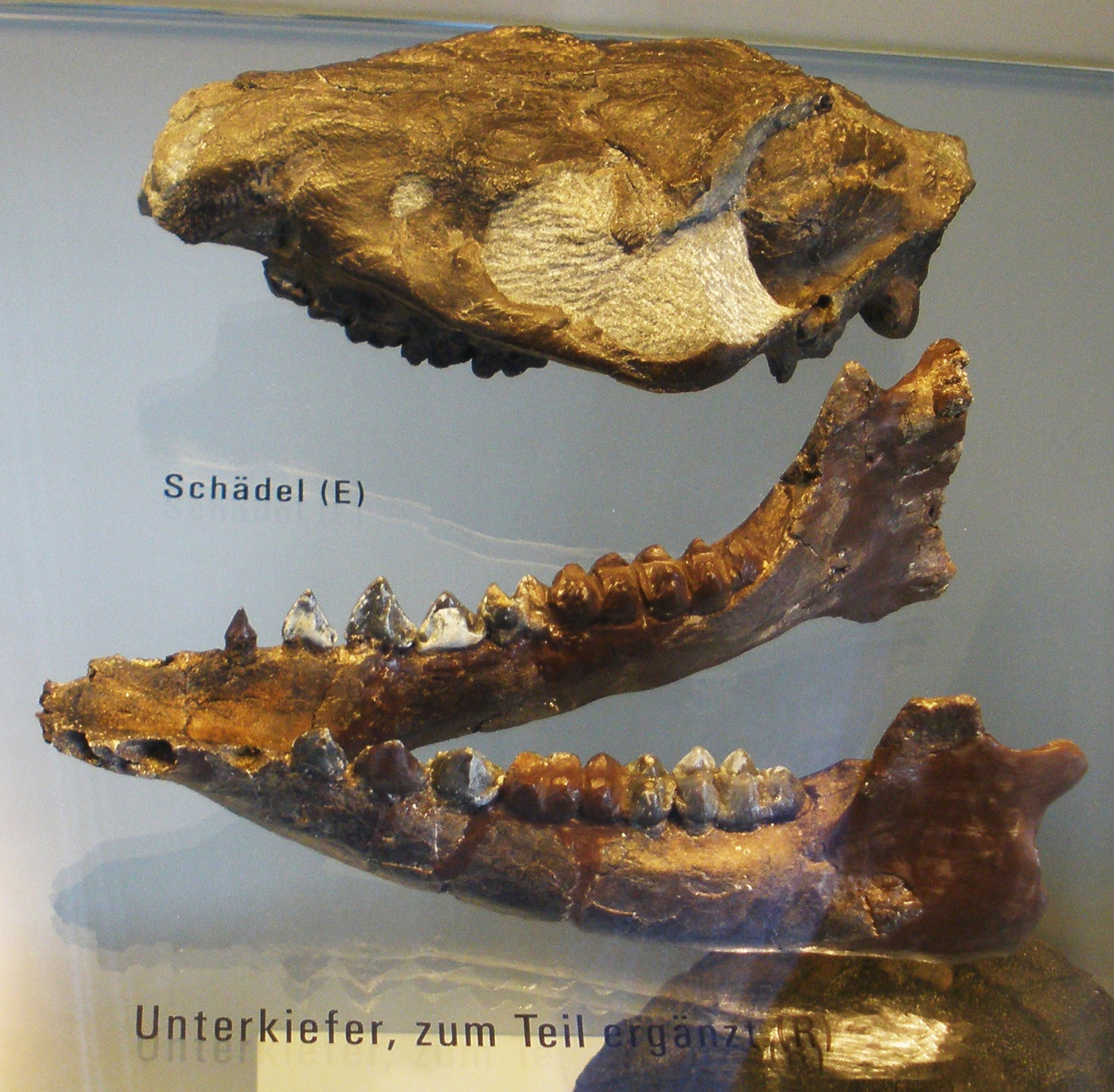
Microbunodonの頭蓋骨

アントラコテリウム類のいくつかの骨格の特徴は、彼らがカバに近縁であることを示唆している。化石化した堆積物の性質は、彼らが水陸両棲であったことを意味し、解剖学的証拠に基づいて、彼らがカバの祖先であったという見解が支持されている。多くの点で、特に下顎の解剖から見て、Anthracotheriumは科の他属と同様にカバと類似しており、これはおそらく祖先形質と考えられている。しかし、ある研究では、アントラコテリウム類の代わりに、palaeochoeridsと呼ばれる別のブタのような偶蹄目のグループがカバ科の真のクラウングループであることが示唆されている。
比較遺伝子配列決定から得られた最近の証拠は、カバがクジラの最も近い生きている親類であることをさらに示唆している。
しかし、最も初期の既知のアントラコテリウム類は、古鯨類が完全に水生生物を取り込んだ後、始新世中期の化石記録に現れる。現存する動物の分子データの系統発生分析は、カバ科が鯨類（クジラ、イルカ、ネズミイルカ）の最も近い近縁種であるという概念を強く支持しているが、現存および絶滅した偶蹄目を分析する場合、2つのグループが密接に関連している可能性は低い。鯨類は約5000万年前に南アジアで発生したが、カバ科はわずか1,500万年前であり、最初のカバ科の記録はわずか600万年前である。それでも、化石の分岐群の分析は、鯨類の関係の問題を解決していない。
別の研究は、アントラコテリウム類がエンテロドン科（そしてアンドリューサルクスさえも）からなるクレードの一部であり、他のcetancodontsの姉妹クレードであり、SiamotheriumがCetacodontamorphaクレードの最も基盤的なメンバーであるという示唆を提供している。